# Локтионов, Афанасий Иванович
Афанасий Иванович Локтионов (1917—1999) — полковник Советской Армии, участник Великой Отечественной войны, Герой Советского Союза (1945).

## Биография
Афанасий Локтионов родился 16 января 1917 года в деревне Шупиловка (ныне — Людиновский район Калужской области). После окончания неполной средней школы работал сначала на металлургическом заводе в Макеевке, затем на Людиновском машиностроительном заводе. В 1939 году Локтионов был призван на службу в Рабоче-крестьянскую Красную Армию. В декабре 1941 года он окончил Орджоникидзевское пехотное училище, после чего был направлен на фронт Великой Отечественной войны. В одном из боёв был ранен.
К январю 1945 года майор Афанасий Локтионов командовал 1208-м стрелковым полком 362-й стрелковой дивизии 33-й армии 1-го Белорусского фронта. Отличился во время освобождения Польши. Полк Локтионова принимал активное участие в боях за освобождение Радома. 29 января, прорвав немецкую оборону, полк успешно переправился через два озера, после чего прикрывал переправу остальных соединений. 1 февраля, пройдя в немецкий тыл между двумя группировками вражеских войск, полк Локтионова вышел к городу Свебодзин. В последующие сутки он разгромил две большие немецкие колонны, захватив 23 артиллерийских орудия и 60 автомашин. 4 февраля 1945 года полк вышел к Одеру и ночью того же дня переправился через него, выбив противника с занимаемых им позиций. Во время дальнейших боёв он захватил населённые пункты Цильтендорф и Визенау. Противник предпринял против полка 11 контратак, но все они были успешно отбиты.
Указом Президиума Верховного Совета СССР от 6 апреля 1945 года за «мужество, отвагу и героизм, проявленные в борьбе с немецкими захватчиками» майор Афанасий Локтионов был удостоен высокого звания Героя Советского Союза с вручением ордена Ленина и медали «Золотая Звезда» за номером 5583.
После окончания войны Локтионов продолжил службу в Советской Армии. В 1954 году он окончил Военную академию имени Фрунзе. В 1961 году в звании полковника Локтионов был уволен в запас. Проживал в Москве. Скончался 3 апреля 1999 года, похоронен на Троекуровском кладбище Москвы.
Почётный гражданин Людиново. Был также награждён тремя орденами Красного Знамени, орденами Суворова 3-й степени и Отечественной войны 1-й степени, двумя орденами Красной Звезды, рядом медалей.